# Самсонов, Алексей Тихонович
Алексей Тихонович Самсонов  (2 февраля 1928, с. Петровка, Пресновский район, Петропавловский округ — 7 января 2007, с. Петровка, Жамбылский район, Северо-Казахстанская область, Казахстан) — советский комбайнер, Герой Социалистического Труда (1972). Член КПСС с 1966 года.

## Биография
Трудовую деятельность начал в 1941 году помощником комбайнёром, с 1945 года работал комбайнёром.
В В 1954-1957 годах — помощник бригадира колхоза Пресновского района «Организованный труд». С 1957 году работал комбайнёром отделения № 2 совхоза «Благовещенский».
В 1967 году награжден орденом Ленина, в 1971 году награждён орденом Октябрьской революции.
13 декабря 1972 года Указом Президиума Верховного Совета СССР присвоено звание Героя Социалистического Труда.
После выхода на пенсию проживал в родном селе, где умер 7 января 2007 года. Похоронен на кладбище села Петровка.